# Haut Valromey
Haut Valromey – gmina we Francji, w regionie Owernia-Rodan-Alpy, w departamencie Ain. Została utworzona 1 stycznia 2016 roku z połączenia czterech wcześniejszych gmin: Le Grand-Abergement, Hotonnes, Le Petit-Abergement oraz Songieu. Siedzibą gminy została miejscowość Hotonnes. W 2013 roku populacja wyżej wymienionych gmin wynosiła 691 mieszkańców.